# Férfi kormányos nélküli kettes evezés a 2008. évi nyári olimpiai játékokon
A 2008. évi nyári olimpiai játékokon az evezés férfi kormányos nélküli kettes versenyszámát augusztus 9. és augusztus 16. között rendezték a Shunyi evezőspályán.

## Eredmények
Az idők másodpercben értendők. A rövidítések jelentése a következő:
- QS: Elődöntőbe jutás helyezés alapján
- QA: Az A-döntőbe jutás helyezés alapján
- QB: A B-döntőbe jutás helyezés alapján
- QC: A C-döntőbe jutás helyezés alapján

### Előfutamok
Három előfutamot rendeztek öt-öt, illetve négy résztvevővel. Az első három helyezett automatikusan bejutott az elődöntőbe, a többiek reményfutamba kerültek.
| Helyezés | Nemzet                                                           | Idő      | Mj       |
| 1. futam | 1. futam                                                         | 1. futam | 1. futam |
| -------- | ---------------------------------------------------------------- | -------- | -------- |
| 1.       | Franciaország (FRA) · Laurent Cadot, Erwan Peron                 | 6:46,57  | QS       |
| 2.       | Olaszország (ITA) · Giuseppe De Vita, Raffaello Leonardo         | 6:51,01  | QS       |
| 3.       | Kanada (CAN) · David Calder, Scott Frandsen                      | 6:54,88  | QS       |
| 4.       | Lengyelország (POL) · Jarosław Godek, Piotr Hojka                | 7:01,90  |          |
| 5.       | Egyesült Államok (USA) · Tyler Winklevoss, Cameron Winklevoss    | 7:13,64  |          |
| 2. futam |                                                                  |          |          |
| 1.       | Ausztrália (AUS) · Drew Ginn, Duncan Free                        | 6:41,15  | QS       |
| 2.       | Dél-afrikai Köztársaság (RSA) · Shaun Keeling, Ramon di Clemente | 6:45,26  | QS       |
| 3.       | Németország (GER) · Felix Drahotta, Tom Lehmann                  | 6:48,60  | QS       |
| 4.       | Nagy-Britannia (GBR) · Robin Bourne-Taylor, Tom Solesbury        | 6:59,48  |          |
| 5.       | Dánia (DEN) · Morten Nielsen, Thomas Larsen                      | 7:17,43  |          |
| 3. futam |                                                                  |          |          |
| 1.       | Új-Zéland (NZL) · Nathan Twaddle, George Bridgewater             | 6:41,65  | QS       |
| 2.       | Szerbia (SRB) · Goran Jagar, Nikola Stojić                       | 6:46,71  | QS       |
| 3.       | Csehország (CZE) · Václav Chalupa, Jr., Jakub Makovička          | 6:52,50  | QS       |
| 4.       | Horvátország (CRO) · Nikša Skelin, Siniša Skelin                 | 7:16,35  |          |

### Reményfutam
Egy reményfutamot rendeztek, öt résztvevővel. Az első három helyezett bejutott az elődöntőbe, a többiek a C döntőbe kerültek.
| Helyezés | Nemzet                                                        | Idő      | Mj       |
| 1. futam | 1. futam                                                      | 1. futam | 1. futam |
| -------- | ------------------------------------------------------------- | -------- | -------- |
| 1.       | Egyesült Államok (USA) · Tyler Winklevoss, Cameron Winklevoss | 6:36,87  | QS       |
| 2.       | Horvátország (CRO) · Nikša Skelin, Siniša Skelin              | 6:38,30  | QS       |
| 3.       | Dánia (DEN) · Morten Nielsen, Thomas Larsen                   | 6:38,33  | QS       |
| 4.       | Nagy-Britannia (GBR) · Robin Bourne-Taylor, Tom Solesbury     | 6:41,43  | QC       |
| 5.       | Lengyelország (POL) · Jarosław Godek, Piotr Hojka             | 6:44,19  | QC       |

### Elődöntők
Két elődöntőt rendeztek, hat-hat részvevővel. Az első három helyezett bejutott az A-döntőbe, a többiek a B-döntőbe kerültek.
| Helyezés | Nemzet                                                           | Idő      | Mj       |
| 1. futam | 1. futam                                                         | 1. futam | 1. futam |
| -------- | ---------------------------------------------------------------- | -------- | -------- |
| 1.       | Kanada (CAN) · David Calder, Scott Frandsen                      | 6:34,02  | QA       |
| 2.       | Új-Zéland (NZL) · Nathan Twaddle, George Bridgewater             | 6:36,05  | QA       |
| 3.       | Dél-afrikai Köztársaság (RSA) · Shaun Keeling, Ramon di Clemente | 6:37,18  | QA       |
| 4.       | Csehország (CZE) · Václav Chalupa, Jr., Jakub Makovička          | 6:37,88  | QB       |
| 5.       | Franciaország (FRA) · Laurent Cadot, Erwan Peron                 | 6:44,29  | QB       |
| 6.       | Horvátország (CRO) · Nikša Skelin, Siniša Skelin                 | 7:14,50  | QB       |

| Helyezés | Nemzet                                                        | Idő      | Mj       |
| 2. futam | 2. futam                                                      | 2. futam | 2. futam |
| -------- | ------------------------------------------------------------- | -------- | -------- |
| 1.       | Ausztrália (AUS) · Drew Ginn, Duncan Free                     | 6:34,29  | QA       |
| 2.       | Egyesült Államok (USA) · Tyler Winklevoss, Cameron Winklevoss | 6:36,65  | QA       |
| 3.       | Németország (GER) · Felix Drahotta, Tom Lehmann               | 6:37,26  | QA       |
| 4.       | Szerbia (SRB) · Goran Jagar, Nikola Stojić                    | 6:38,96  | QB       |
| 5.       | Olaszország (ITA) · Giuseppe De Vita, Raffaello Leonardo      | 6:47,30  | QB       |
| 6.       | Dánia (DEN) · Morten Nielsen, Thomas Larsen                   | 6:48,65  | QB       |

### Döntők

#### C-döntő
A C-döntőt két egységgel rendezték. A futam első helyezettje összesítésben a 13. helyen végzett.
| Helyezés (Összesített) | Nemzet                                                    | Idő     |
| ---------------------- | --------------------------------------------------------- | ------- |
| 1. (13.)               | Nagy-Britannia (GBR) · Robin Bourne-Taylor, Tom Solesbury | 6:46,83 |
| 2. (14.)               | Lengyelország (POL) · Jarosław Godek, Piotr Hojka         | 6:53,68 |

#### B-döntő
A B-döntőt hat egységgel rendezték. A futam első helyezettje összesítésben a hetedik helyen végzett.
| Helyezés (Összesített) | Nemzet                                                  | Idő     |
| ---------------------- | ------------------------------------------------------- | ------- |
| 1. (7.)                | Szerbia (SRB) · Goran Jagar, Nikola Stojić              | 6:49,12 |
| 2. (8.)                | Csehország (CZE) · Václav Chalupa, Jr., Jakub Makovička | 6:52,57 |
| 3. (9.)                | Franciaország (FRA) · Laurent Cadot, Erwan Peron        | 6:54,40 |
| 4. (10.)               | Dánia (DEN) · Morten Nielsen, Thomas Larsen             | 6:55,37 |
| 5. (11.)               | Olaszország (ITA) · Dario Dentale, Raffaello Leonardo   | 7:04,91 |
| 6. (12.)               | Horvátország (CRO) · Nikša Skelin, Siniša Skelin        | 7:11,19 |

#### A-döntő
Az A-döntőt hat résztvevővel rendezték.
| Helyezés | Nemzet                                                           | Idő     |
| -------- | ---------------------------------------------------------------- | ------- |
| Arany    | Ausztrália (AUS) · Drew Ginn, Duncan Free                        | 6:37,44 |
| Ezüst    | Kanada (CAN) · David Calder, Scott Frandsen                      | 6:39,55 |
| Bronz    | Új-Zéland (NZL) · Nathan Twaddle, George Bridgewater             | 6:44,19 |
| 4.       | Németország (GER) · Felix Drahotta, Tom Lehmann                  | 6:47,40 |
| 5.       | Dél-afrikai Köztársaság (RSA) · Shaun Keeling, Ramon di Clemente | 6:47,83 |
| 6.       | Egyesült Államok (USA) · Tyler Winklevoss, Cameron Winklevoss    | 7:05,58 |